# Oletta
Oletta település Franciaországban, Haute-Corse megyében. Lakosainak száma 1816 fő (2022. január 1.). Oletta Poggio-d’Oletta, Biguglia, Furiani, Olmeta-di-Tuda, Rapale és Saint-Florent községekkel határos.

## Népesség
A település népességének változása:
| Lakosok száma | 619  | 892  | 879  | 1236 | 1551 | 1650 | 1696 | 1781 | 1795 | 1816 |
|               | 1968 | 1982 | 1990 | 2006 | 2013 | 2015 | 2017 | 2019 | 2020 | 2022 |